# Dirck Hals

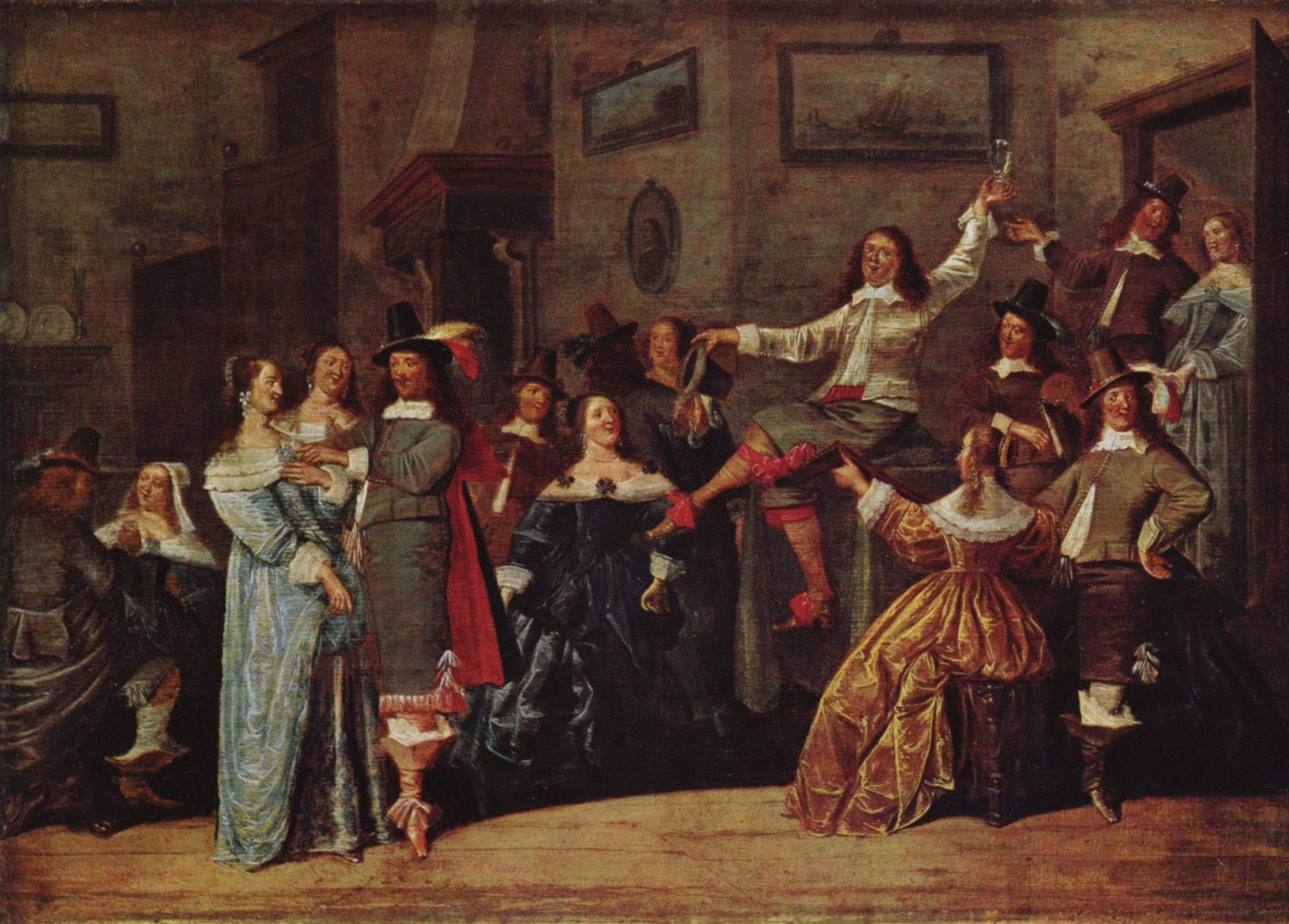
Muntert sällskap.

Dirck Hals, född 19 mars 1591 i Haarlem, död där 17 maj 1656, var en nederländsk konstnär.
Hals var lärjunge till sin bror, Frans Hals, och upptog i miniatyrformat dennes målerisätt, och framställde vanligen muntra sällskap i granna kostymer, sittande vid bordet i livlig underhållning eller roande sig med dans, detta såväl i interiörer som exteriörer. I Nationalmuseum i Stockholm finns Värdshusscen och Familjegrupp i landskap, i Statens Museum for Kunst Muntert sällskap och Balen.